# Pachistopelma rufonigrum
Pachistopelma rufonigrum is een spinnensoort uit de familie van de vogelspinnen (Theraphosidae). De wetenschappelijke naam van de soort werd in 1901 gepubliceerd door Reginald Innes Pocock.

## Voorkomen
De soort komt voor in Brazilië.